# 吉祥寺アニメフェスティバル
吉祥寺アニメフェスティバル（きちじょうじアニメフェスティバル）は、東京都武蔵野市吉祥寺の吉祥寺駅周辺で2002年から2014年まで開催されていたアニメ関連のイベント。武蔵野市が主催し、毎年3月の土曜日・日曜日の2日間に開催されていた。

## 概要
著名な漫画家が多く在住するほかに、アニメーション制作会社が多く所在し、数々のアニメの舞台ともなっている吉祥寺ならではの特性を生かし、イベントは2日間にわたり主に『吉祥寺アニメーション映画祭』受賞アニメの上映、アニメ作家や声優、アニソン歌手らが出演するステージイベント、ワークショップ（親子プラモデル教室）、物販などで構成されていた。
入場は原則として無料。
東京国際アニメフェア（現：AnimeJapan）の吉祥寺会場という位置づけでもあった。
東京国際アニメフェアの開催終了や吉祥寺駅前の再開発などもあり、2014年をもって開催終了となった。

## 主な会場
（2014年時点）
- 武蔵野公会堂「パープルホール」
- 武蔵野商工会館4階・市民会議室「ゼロワンホール」
- コピス吉祥寺
  - 1階・ふれあいデッキ「こもれび広場」
  - 3階屋上「吉祥庭園Sora」